# عملیات ذوالفقاری
عملیات ذوالفقاری یا «عملیات کوی ذوالفقاری»، نام عملیاتی نظامی در جنگ ایران-عراق است که در تاریخ ۹ آبان‌ماه ۱۳۵۹ به منظور عقب راندن نیروهای ارتش بعثی عراق از جزیره آبادان آغاز گردید. نخستین شکست نیروهای عراقی در نهم آبان ۱۳۵۹ در عملیات کوی ذوالفقاری در جبهه آبادان صورت گرفت. در این عملیات که بنام «عملیات ذوالفقاری» نیز شناخته می شود، بیشتر از ۶۰۰ نفر از نیروهای ارتش عراق کشته یا اسیر شدند.
در این عملیات برخی از نیروهایی از سپاه پاسداران انقلاب اسلامی و فدائیان اسلام در کنار نیروهای ارتشی که به عنوان نیروی اصلی پدافند کننده در شهر آبادان استقرار یافته بودند، به سوی کوی ذوالفقاری حرکت نمودند و در ۳ گروه که متشکل از ۱۲ الی ۱۳ نفر بودند، تقسیم گردیدند. در ساعت ۸:۳۰، نیروهای رزمنده ایرانی وارد عمل شدند. عراقی‌ها حدود دو گردان خود را از رودخانه بهمنشیر عبور داده بودند که تا نزدیکی جاده خسروآباد پیشروی کرده بودند. هدف آن‌ها قطع جاده خسروآباد بود تا خود را به اروندکنار رسانده و جزیره آبادان را به طور کامل اشغال نمایند. نیروهای ایرانی با دشمن درگیر شدند و به منطقه ذوالفقاری حمله کردند. کار به جنگ تن به تن رسید. این نبرد تا ۱ بامداد ۱۰ آبان نیز ادامه داشت و قریب ۵۰۰ نفر از افراد عراقی کشته شدند. شب ۸/۹ نیز عراقی‌ها تلاش کردند نیروهای بیشتری وارد آبادان کنند، اما موفق نشدند. در صبح ۸/۱۰ نیروهای ایرانی وارد نخلستانها شدند و تا چند متری رودخانه بهمنشیر پیشروی کردند. بالاخره روز ۸/۱۰ پل احداثی عراقی‌ها در بهمنشیر منهدم شد و شبانه حاشیه بهمنشیر پاکسازی گردید و عراقی‌ها از جزیره آبادان بیرون رانده شدند. حدود ۱۳۰ نفر از نیروهای عراقی اسیر شدند که یکی از آنها ستوان بود. برای بیرون راندن نیروهای عراقی از نخلستان شمال بهمنشیر عملیات تا ۱۸ آبان ۱۳۵۹ ادامه یافت و نیروهای ایرانی شامل ارتش و عناصری از سپاه و فدائیان اسلام با قایق از رودخانه بهمنشیر گذشتند و وارد نخلستان ابوعبادی شدند و به تدریج پیشروی کردند و نیروهای عراقی را از نخلستان‌ها بیرون راندند. به این صورت، اولین پیروزی نیروهای ایرانی پس از آغاز جنگ ایران و عراق، در این عملیات و بنام «نبرد ذوالفقاری» رقم خورد.